# Rio Saudades
Rio Saudades är ett vattendrag i Brasilien.   Det ligger i delstaten Santa Catarina, i den södra delen av landet, 1 300 km söder om huvudstaden Brasília.
I omgivningarna runt Rio Saudades växer huvudsakligen savannskog. Runt Rio Saudades är det ganska glesbefolkat, med 31 invånare per kvadratkilometer.